# 哈密顿向量场
在数学与物理中，哈密顿向量场是辛流形上一个向量场，定义在任何能量函数或哈密顿函数上。以物理学家和数学家威廉·卢云·哈密顿命名。哈密顿向量场是经典力学中的哈密顿方程的几何表现形式，哈密顿向量场的积分曲线表示哈密顿形式的运动方程的解。由哈密顿向量场生成的流是辛流形的微分同胚，在物理中称为典范变换，在数学中称为（哈密顿）辛同胚。
哈密顿向量场可以更一般地定义在任何泊松流形上。对应于流形上的函数 f 与 g 的两个哈密顿向量场的李括号也是一个哈密顿向量场，其哈密顿函数由 g 与 f 的泊松括号给出。

## 定义
假设 (M,ω) 是一个辛流形。因为辛形式 ω 非退化，诱导了切丛 {\displaystyle TM} 与余切丛 {\displaystyle T^{*}M} 的一个线性同构
{\displaystyle \omega :TM\to T^{*}M}
以及逆
{\displaystyle \Omega :T^{*}M\to TM,\quad \Omega =\omega ^{-1}\ .}
从而，流形 M 上的1-形式可以与向量场等价起来，故任何可微函数 {\displaystyle H:M\to \mathbb {R} } 确定了惟一的向量场 XH = Ω(dH)，称为哈密顿函数 H 的哈密顿向量场。即对 M 上任何向量场 Y，等式
{\displaystyle \mathrm {d} H(Y)=\omega (X_{H},Y)\ ,}
一定成立。
注：一些作者定义哈密顿向量场为相反的符号；需注意物理与数学著作的不同习惯。

## 例子
假设 M 是一个 2n 维辛流形。则由达布定理，我们在局部总可以取 M 的一个典范坐标 {\displaystyle (q^{1},\ldots ,q^{n},p_{1},\ldots ,p_{n})}，在这个坐标系下辛形式表示为
{\displaystyle \omega =\sum _{i}\mathrm {d} q^{i}\wedge \mathrm {d} p_{i}.}
则关于哈密顿函数 H 的哈密顿向量场具有形式
{\displaystyle X_{H}=\left({\frac {\partial H}{\partial p_{i}}},-{\frac {\partial H}{\partial q^{i}}}\right)=\Omega \,\mathrm {d} H\ ,}
这里 Ω 是一个 2n × 2n 矩阵
{\displaystyle \Omega ={\begin{bmatrix}0&I_{n}\\-I_{n}&0\\\end{bmatrix}}\ .}
假设 M = R2n 是 2n 维具有（整体）典范坐标的辛向量空间。
- 如果 {\displaystyle H=p_{i}} 则 {\displaystyle X_{H}=\partial /\partial q^{i}\ ;}
- 如果 {\displaystyle H=q^{i}} 则 {\displaystyle X_{H}=-\partial /\partial p^{i}\ ;}
- 如果 {\displaystyle H=1/2\sum (p_{i})^{2}} 则 {\displaystyle X_{H}=\sum p_{i}\partial /\partial q^{i}\ ;}
- 如果 {\displaystyle H=1/2\sum a_{ij}q^{i}q^{j},a_{ij}=a_{ji}} 则 {\displaystyle X_{H}=-\sum a_{ij}p_{i}\partial /\partial q^{j}\ .}

## 性质
- 映射 {\displaystyle f\mapsto X_{f}} 线性的，所以两个哈密顿函数之和变为相应的哈密顿向量场之和。

- 假设 {\displaystyle (q^{1},\ldots ,q^{n},p_{1},\ldots ,p_{n})} 是 M 上的典范坐标。则曲线 {\displaystyle \gamma (t)=(q(t),p(t))} 是哈密顿向量场 XH 的积分曲线当且仅当它是哈密顿方程的一个解：

{\displaystyle {\dot {q}}^{i}={\frac {\partial H}{\partial p_{i}}},\quad {\dot {p}}_{i}=-{\frac {\partial H}{\partial q^{i}}}\ .}
- 哈密顿函数 H 在积分曲线上是常数，这就是 {\displaystyle H(\gamma (t))} 与时间 t 无关。这个性质对应于哈密顿力学中的能量守恒。

- 更一般地，如果两个函数 F 与 H 的泊松括号为零（见下），则 F 沿着 H 的积分曲线为常数；类似地 H 沿着 F 的积分曲线是常数。这个事实是诺特定理背后的数学原理。

- 辛形式 {\displaystyle \omega } 在哈密顿流下不变；或等价地，李导数 {\displaystyle {\mathcal {L}}_{X_{H}}\omega =(\iota _{X_{f}}\circ d+d\circ \iota _{X_{f}})\omega =d\circ df=0\ .} 这里 {\displaystyle \iota } 是内乘，用到了李导数的嘉当公式。

## 泊松括号
哈密顿向量场的概念导致了辛流形 M 上的可微函数的一个斜对称双线性算子，这就是泊松括号，由如下公式定义
{\displaystyle \{f,g\}=\omega (X_{f},X_{g})=df(X_{g})={\mathcal {L}}_{X_{g}}f\ ,}
这里 {\displaystyle {\mathcal {L}}_{X}} 表示沿着向量场 X 的李导数。此外，我们可以验证有恒等式：
{\displaystyle X_{\{f,g\}}=-[X_{f},X_{g}],}
这里右边表示哈密顿函数 g 与 g 对应的哈密顿向量场的李括号。事实上有：
{\displaystyle {\begin{aligned}&\iota _{[X_{f},X_{g}]}\omega \\=&({\mathcal {L}}_{X_{f}}\circ \iota _{X_{g}}-\iota _{X_{g}}\circ {\mathcal {L}}_{X_{f}})\omega \\=&{\mathcal {L}}_{X_{f}}\circ \iota _{X_{g}}\omega \\=&(\iota _{X_{f}}\circ d+d\circ \iota _{X_{f}})dg\\=&d(\iota _{X_{f}})dg)\\=&-d\{f,g\}\\\end{aligned}}}
作为一个推论，泊松括号满足雅可比恒等式。
{\displaystyle \{\{f,g\},h\}+\{\{g,h\},f\}+\{\{h,f\},g\}=0\ ,}
这意味着 M 上可微函数组成的向量空间，赋予泊松括号，是 R 上的一个李代数，且映射 
{\displaystyle f\mapsto X_{f}} 是一个李代数反同态，其核由局部常值函数组成（如果 M 连通则为常数）。